# Austrian Football Division 2 2009
La Austrian Football Division 2 2009 è stata la 6ª edizione del campionato di football americano di terzo livello, organizzato dalla AFBÖ.

## Squadre partecipanti
| Club                 | Città         | Stadio | Sponsor ufficiale | Risultato nella stagione 2008 |
| -------------------- | ------------- | ------ | ----------------- | ----------------------------- |
| Amstetten Thunder    | Amstetten     |        |                   |                               |
| Gmunden Rams         | Gmunden       |        |                   |                               |
| Graz Giants 2        | Graz          |        |                   |                               |
| Lower Austria Titans | Vienna        |        |                   |                               |
| Red Lions Hall       | Hall in Tirol |        |                   |                               |
| Schwaz Hammers       | Schwaz        |        |                   |                               |
| Styrian Bears        | Graz          |        |                   |                               |
| Telfs Patriots       | Telfs         |        |                   |                               |
| Tirol Raiders JV     | Innsbruck     |        |                   |                               |
| Vienna Knights       | Vienna        |        |                   |                               |

## Stagione regolare

### Calendario

#### 1ª giornata
| 4 aprile 2009 | Red Lions Hall | 43 – 0 (22-0 8-0 7-0 6-0) | Telfs Patriots | (250 spett.) |

| 5 aprile 2009 | Graz Giants 2 | 18 – 41 (6-20 6-7 0-14 6-0) | Lower Austria Titans | (200 spett.) |

| 5 aprile 2009 | Vienna Knights | 41 – 6 (8-6 12-0 14-0 7-0) | Amstetten Thunder | (250 spett.) |

| 5 aprile 2009 | Gmunden Rams | 25 – 32 (7-7 0-13 12-6 6-6) | Tirol Raiders JV | (150 spett.) |

#### 2ª giornata
| 10 aprile 2009 | Tirol Raiders JV | 33 – 7 (6-0 8-0 12-7 7-0) | Schwaz Hammers | (300 spett.) |

| 11 aprile 2009 | Telfs Patriots | 9 – 28 (0-6 3-0 0-7 6-15) | Gmunden Rams | (60 spett.) |

| 11 aprile 2009 | Amstetten Thunder | 15 – 19 (0-6 0-6 7-7 8-0) | Styrian Bears | (250 spett.) |

#### 3ª giornata
| 18 aprile 2009 | Styrian Bears | 49 – 0 (7-0 14-0 7-0 21-0) | Graz Giants 2 | (150 spett.) |

| 18 aprile 2009 | Schwaz Hammers | 12 – 32 (6-3 6-14 0-8 0-7) | Red Lions Hall | (100 spett.) |

| 19 aprile 2009 | Lower Austria Titans | 35 – 12 (0-0 13-6 10-0 12-6) | Vienna Knights | (250 spett.) |

#### 4ª giornata
| 1º maggio 2009 | Vienna Knights | 22 – 15 (8-7 8-6 6-0 0-2) | Styrian Bears | (150 spett.) |

| 2 maggio 2009 | Amstetten Thunder | 26 – 6 (14-0 6-6 0-0 6-0) | Graz Giants 2 | (250 spett.) |

| 3 maggio 2009 | Gmunden Rams | 16 – 33 (0-6 2-0 14-8 0-19) | Red Lions Hall | (100 spett.) |

| 3 maggio 2009 | Tirol Raiders JV | 34 – 6 (14-0 0-0 14-6 6-0) | Telfs Patriots | (100 spett.) |

#### 5ª giornata
| 9 maggio 2009 | Red Lions Hall | 23 – 25 (0-6 14-13 9-0 0-6) | Tirol Raiders JV | (400 spett.) |

| 10 maggio 2009 | Graz Giants 2 | 26 – 44 (6-0 6-25 7-7 7-12) | Vienna Knights | (100 spett.) |

| 10 maggio 2009 | Styrian Bears | 29 – 44 (7-13 8-7 14-6 0-18) | Lower Austria Titans |  |

| 10 maggio 2009 | Telfs Patriots | 0 – 51 (0-14 0-21 0-8 0-8) | Schwaz Hammers | (100 spett.) |

#### 6ª giornata
| 16 maggio 2009 | Schwaz Hammers | 19 – 22 (8-14 3-0 8-0 0-8) | Gmunden Rams |  |

| 17 maggio 2009 | Lower Austria Titans | 28 – 18 (14-0 14-6 0-12 0-0) | Amstetten Thunder |  |

#### 7ª giornata
| 23 maggio 2009 | Graz Giants 2 | 15 – 51 (7-7 8-18 0-7 0-19) | Styrian Bears | (100 spett.) |

| 23 maggio 2009 | Tirol Raiders JV | 35 – 6 (7-0 0-0 8-6 20-0) | Gmunden Rams | (150 spett.) |

| 23 maggio 2009 | Telfs Patriots | 0 – 40 (0-6 0-13 0-13 0-8) | Red Lions Hall | (70 spett.) |

#### 8ª giornata
| 30 maggio 2009 | Styrian Bears | 40 – 0 (7-0 14-0 19-0 0-0) | Amstetten Thunder | (30 spett.) |

| 31 maggio 2009 | Vienna Knights | 0 – 61 (0-14 0-20 0-13 0-14) | Lower Austria Titans | (150 spett.) |

| 1º giugno 2009 | Red Lions Hall | 28 – 29 (7-22 7-0 0-7 14-0) | Schwaz Hammers | (400 spett.) |

#### 9ª giornata
| 6 giugno 2009 | Lower Austria Titans | 35 – 6 (7-0 0-6 0-0 28-0) | Graz Giants 2 | (100 spett.) |

| 6 giugno 2009 | Gmunden Rams | 54 – 0 (16-0 14-0 8-0 16-0) | Telfs Patriots |  |

| 6 giugno 2009 | Amstetten Thunder | 3 – 20 (3-6 0-7 0-0 0-7) | Vienna Knights | (200 spett.) |

| 7 giugno 2009 | Schwaz Hammers | 28 – 30 (6-0 6-16 0-0 16-14) | Tirol Raiders JV | (500 spett.) |

### Classifiche
Le classifiche della regular season sono le seguenti:
- PCT = percentuale di vittorie, G = partite giocate, V = partite vinte,  P = partite perse, PF = punti fatti, PS = punti subiti

#### Girone Ost
| Pos. | Squadra              | PCT   | G | V | N | P | PF  | PS  |
| ---- | -------------------- | ----- | - | - | - | - | --- | --- |
| 1    | Lower Austria Titans | 1.000 | 6 | 6 | 0 | 0 | 244 | 83  |
| 2    | Vienna Knights       | .667  | 6 | 4 | 0 | 2 | 139 | 146 |
| 3    | Styrian Bears        | .667  | 6 | 4 | 0 | 2 | 203 | 96  |
| 4    | Amstetten Thunder    | .167  | 6 | 1 | 0 | 5 | 68  | 154 |
| 5    | Graz Giants 2        | .000  | 6 | 0 | 0 | 6 | 71  | 246 |

#### Girone West
| Pos. | Squadra          | PCT   | G | V | N | P | PF  | PS  |
| ---- | ---------------- | ----- | - | - | - | - | --- | --- |
| 1    | Tirol Raiders JV | 1.000 | 6 | 6 | 0 | 0 | 189 | 95  |
| 2    | Red Lions Hall   | .667  | 6 | 4 | 0 | 2 | 199 | 82  |
| 3    | Gmunden Rams     | .500  | 6 | 3 | 0 | 3 | 151 | 128 |
| 4    | Schwaz Hammers   | .333  | 6 | 2 | 0 | 4 | 146 | 145 |
| 5    | Telfs Patriots   | .000  | 6 | 0 | 0 | 6 | 15  | 250 |

## Playoff

### Tabellone
|  | Semifinali | Semifinali           | Semifinali |                |         | II Iron Bowl         | II Iron Bowl | II Iron Bowl |  |
|  |            |                      |            |                |         |                      |              |              |  |
|  | 1O         | Lower Austria Titans | 39         |                |         |                      |              |              |  |
|  | 1O         | Lower Austria Titans | 39         |                |         |                      |              |              |  |
|  | 2W         | Red Lions Hall       | 7          |                |         |                      |              |              |  |
|  | 2W         | Red Lions Hall       | 7          |                | 1O      | Lower Austria Titans | 26           |              |  |
|  |            |                      |            |                | 1O      | Lower Austria Titans | 26           |              |  |
|  |            |                      | 2O         | Vienna Knights | 20 o.t. |                      |              |              |  |
|  | 1W         | Tirol Raiders JV     | 2O         | Vienna Knights | 20 o.t. | 29                   |              |              |  |
|  | 1W         | Tirol Raiders JV     |            |                |         |                      |              |              |  |
|  | 2O         | Vienna Knights       | 30         |                |         |                      |              |              |  |

### Semifinali
| 20 giugno 2009 | Tirol Raiders JV | 29 – 30 (10-7 14-14 0-0 5-9) | Vienna Knights | (300 spett.) |

| 20 giugno 2009 | Lower Austria Titans | 39 – 7 (6-7 12-0 14-0 7-0) | Red Lions Hall |  |

### II Iron Bowl
| Vienna 4 luglio 2009 | Lower Austria Titans | 26 – 20 (d.t.s.) (7-7 6-7 0-7 7-0 6-0) | Vienna Knights | Trainingszentrum Ravelinstraße (500 spett.) |

## Playoff di secondo livello

### Tabellone
|  | Semifinali | Semifinali        | Semifinali |                   |    | VI Challenge Bowl | VI Challenge Bowl | VI Challenge Bowl |  |
|  |            |                   |            |                   |    |                   |                   |                   |  |
|  | 3O         | Styrian Bears     | 18         |                   |    |                   |                   |                   |  |
|  | 3O         | Styrian Bears     | 18         |                   |    |                   |                   |                   |  |
|  | 4W         | Schwaz Hammers    | 3          |                   |    |                   |                   |                   |  |
|  | 4W         | Schwaz Hammers    | 3          |                   | 3O | Styrian Bears     | 30                |                   |  |
|  |            |                   |            |                   | 3O | Styrian Bears     | 30                |                   |  |
|  |            |                   | 4O         | Amstetten Thunder | 0  |                   |                   |                   |  |
|  | 3W         | Gmunden Rams      | 4O         | Amstetten Thunder | 0  | 14                |                   |                   |  |
|  | 3W         | Gmunden Rams      |            |                   |    |                   |                   |                   |  |
|  | 4O         | Amstetten Thunder | 26         |                   |    |                   |                   |                   |  |

### Semifinali
| Graz 21 giugno 2009, ore 14:00 | Styrian Bears | 18 – 3 (2-0 16-0 0-0 0-3) referto | Schwaz Hammers | Steirischer Fußballverbandsplatz |

| Gmunden 21 giugno 2009, ore 16:00 | Gmunden Rams | 14 – 26 referto | Amstetten Thunder | Voralpenstadion |

### VI Challenge Bowl
| Graz 4 luglio 2009 | Styrian Bears | 30 – 0 | Amstetten Thunder | Sportzentrum Rosenhain |

## Spareggio promozione
| 11 luglio 2009 | Traun Steelsharks | 0 – 21 (0-7 0-7 0-0 0-7) | Lower Austria Titans | (250 spett.) |

## Verdetti
- Lower Austria Titans Vincitori dell'Austrian Football Division 2 2009 e promossi
- Styrian Bears Vincitori del Challenge Bowl 2009